# Edi Stöllinger
Edi Stöllinger (Salisburgo, 10 de noviembre de 1948 - Schwanenstadt, 16 de septiembre de 2006) fue un expiloto de motociclismo suizo, que participó en el Mundial de motociclismo entre 1977 y 1981.

## Biografía
Después de haber realizado su debut en campeonatos nacionales, venciendo los campeonatos suizos de 250 en 1974 y de 250 y 350 en 1978, Stöllinger da el salto al Mundial de velocidad en 1977, obteniendo sus primeros puntos en 1979, año en el que consigue su única victoria en un Gran Premio en el GP de Bélgica (carrera donde muchos pilotos boicotearon al no cumplirse los mínimos estándares de seguridad). Ese año volvió a conseguir los campeonatos nacionales de 250 y 350.
En 1980 corre tres Grandes Premios de 250 y uno de 350. En 1981 disputa dos Grandes Premios en 250 y dos en 350, consiguiendo un total de 59 puntos siempre a bordo de una Kawasaki.
Stöllinger tuvo un accidente mortal con una moto en el circuito histórico en Schwanenstadt, en Austria, el 16 de septiembre de 2006.

## Resultados en el Campeonato del Mundo
Sistema de puntuación desde 1969 hasta 1987:
| Posición | 1.º | 2.º | 3.º | 4.º | 5.º | 6.º | 7.º | 8.º | 9.º | 10.º |
| Puntos   | 15  | 12  | 10  | 8   | 6   | 5   | 4   | 3   | 2   | 1    |

### Carreras por año
(Carreras en negrita indica pole position, carreras en cursiva indica vuelta rápida)
| Año  | Cat.  | Equipo   | 1      | 2      | 3       | 4       | 5       | 6       | 7       | 8     | 9     | 10      | 11      | 12      | 13      | Pts. | Pos. |
| ---- | ----- | -------- | ------ | ------ | ------- | ------- | ------- | ------- | ------- | ----- | ----- | ------- | ------- | ------- | ------- | ---- | ---- |
| 1977 | 250cc | Yamaha   | VEN -  |        | GER 12  | NAT -   | ESP -   | FRA -   | YUG -   | NED - | BEL - | SWE -   | FIN -   | CZE 20  | GBR -   | 0    | -    |
| 1977 | 350cc | Yamaha   | VEN -  |        | GER 15  | NAT -   | ESP -   | FRA -   | YUG -   | NED - |       | SWE -   | FIN -   | CZE -   | GBR -   | 0    | -    |
| 1978 | 250cc | Yamaha   | VEN -  | ESP -  |         | FRA -   | NAT -   | NED DNQ | BEL -   | SWE - | FIN - | GBR -   | GER 22  | CZE 12  | YUG -   | 0    | -    |
| 1978 | 350cc | Yamaha   | VEN -  |        | AUT 14  | FRA -   | NAT -   | NED -   |         | SWE - | FIN - | GBR -   | GER Ret | CZE 18  | YUG -   | 0    | -    |
| 1979 | 250cc | Kawasaki | VEN -  |        | GER Ret | NAT Ret | ESP Ret | YUG 5   | NED 11  | BEL 1 | SWE - | FIN -   | GBR 7   | CZE 8   | FRA 14  | 28   | 9.º  |
| 1979 | 350cc | Kawasaki | VEN -  | AUT 7  | GER -   | NAT Ret | ESP 12  | YUG Ret | NED -   |       |       | FIN -   | GBR 21  | CZE Ret | FRA Ret | 4    | 24.º |
| 1980 | 250cc | Kawasaki | NAT 7  | ESP -  | FRA Ret | YUG -   | NED -   | BEL -   | FIN -   | GBR 4 | CZE 7 | GER DNQ |         |         |         | 16   | 11.º |
| 1980 | 350cc | Kawasaki | NAT 10 |        | FRA 17  |         | NED -   |         |         | GBR - | ESP - | GER DNQ |         |         |         | 1    | 24.º |
| 1981 | 250cc | Kawasaki | ARG -  |        | GER 7   | NAT 8   | FRA -   | YUG -   | NED DNQ | BEL - | RSM - | GBR DNQ | FIN -   | SWE -   |         | 7    | 22.º |
| 1981 | 350cc | Kawasaki | ARG -  | AUT 10 | GER 9   | NAT -   |         | YUG -   | NED -   |       |       | GBR DNQ |         |         | CZE -   | 3    | 26.º |